# Polscy arcymistrzowie szachowi
Lista polskich szachistów posiadających tytuły arcymistrzów (GM) lub arcymistrzyń (WGM), zarówno w grze klasycznej, korespondencyjnej, kompozycji szachowej, jak i w rozwiązywaniu zadań szachowych, oraz tytuły arcymistrzów honorowych (HGM), przyznawanych za osiągnięcia w przeszłości. Obejmuje także zawodników, którzy barwy Polski reprezentowali tylko w pewnym okresie swojego życia.

## Szachy klasyczne

### arcymistrzowie
| Zawodnicy              | Rok urodzenia | Rok śmierci | Rok nadania | Uwagi                                         |
| ---------------------- | ------------- | ----------- | ----------- | --------------------------------------------- |
| Rafał Antoniewski      | 1980          |             | 2010        |                                               |
| Mateusz Bartel         | 1985          |             | 2005        |                                               |
| Paweł Blehm            | 1980          |             | 2001        |                                               |
| Piotr Bobras           | 1977          |             | 2005        |                                               |
| Krzysztof Bulski       | 1987          | 2020        | 2012        |                                               |
| Łukasz Cyborowski      | 1980          |             | 2003        |                                               |
| Paweł Czarnota         | 1988          |             | 2006        |                                               |
| Kamil Dragun           | 1995          |             | 2013        |                                               |
| Jan-Krzysztof Duda     | 1998          |             | 2013        |                                               |
| Marcin Dziuba          | 1983          |             | 2007        |                                               |
| Grzegorz Gajewski      | 1985          |             | 2006        |                                               |
| Jacek Gdański          | 1970          |             | 1997        |                                               |
| Mirosław Grabarczyk    | 1971          |             | 2002        |                                               |
| Szymon Gumularz        | 2001          |             | 2021        |                                               |
| Bartłomiej Heberla     | 1985          |             | 2006        |                                               |
| Artur Jakubiec         | 1973          |             | 2002        |                                               |
| Krzysztof Jakubowski   | 1983          |             | 2009        |                                               |
| Igor Janik             | 2000          |             | 2022        |                                               |
| Paweł Teclaf           | 2003          |             | 2023        |                                               |
| Paweł Jaracz           | 1975          |             | 2000        |                                               |
| Łukasz Jarmuła         | 1998          |             | 2021        |                                               |
| Radosław Jedynak       | 1982          |             | 2006        |                                               |
| Marcin Kamiński        | 1977          |             | 1996        |                                               |
| Marcel Kanarek         | 1993          |             | 2016        |                                               |
| Robert Kempiński       | 1977          |             | 1996        |                                               |
| Maciej Klekowski       | 1992          |             | 2020        |                                               |
| Jan Klimkowski         | 2007          |             | 2025        |                                               |
| Jakub Kosakowski       | 2002          |             | 2025        |                                               |
| Michał Krasenkow       | 1963          |             | 1989        | pochodzenie rosyjskie                         |
| Marcin Krzyżanowski    | 1994          |             | 2020        |                                               |
| Robert Kuczyński       | 1966          |             | 1993        |                                               |
| Adam Kuligowski        | 1955          |             | 1980        |                                               |
| Arkadiusz Leniart      | 1991          |             | 2020        |                                               |
| Bartłomiej Macieja     | 1977          |             | 1999        |                                               |
| Jan Malek              | 2007          |             | 2025        |                                               |
| Tomasz Markowski       | 1975          |             | 1998        |                                               |
| Michał Matuszewski     | 1993          |             | 2019        |                                               |
| Aleksander Miśta       | 1983          |             | 2004        |                                               |
| Kamil Mitoń            | 1984          |             | 2002        |                                               |
| Wojciech Moranda       | 1988          |             | 2009        |                                               |
| Mieczysław Najdorf     | 1910          | 1997        | 1950        | później Argentyna                             |
| Grzegorz Nasuta        | 1996          |             | 2018        |                                               |
| Michał Olszewski       | 1989          |             | 2009        |                                               |
| Zbigniew Pakleza       | 1986          |             | 2014        |                                               |
| Kacper Piorun          | 1991          |             | 2012        | + arcymistrz w rozwiązywaniu zadań szachowych |
| Akiba Rubinstein       | 1882          | 1961        | 1950        |                                               |
| Daniel Sadzikowski     | 1994          |             | 2017        |                                               |
| Włodzimierz Schmidt    | 1943          | 2023        | 1976        |                                               |
| Bartosz Soćko          | 1978          |             | 1999        |                                               |
| Monika Soćko           | 1978          |             | 2008        | kobieta                                       |
| Jacek Stopa            | 1987          |             | 2015        |                                               |
| Bogdan Śliwa           | 1922          | 2003        | 1987        | tytuł honorowy                                |
| Dariusz Świercz        | 1994          |             | 2009        | od 2019 Stany Zjednoczone                     |
| Ksawery Tartakower     | 1887          | 1956        | 1950        | później Francja                               |
| Marcin Tazbir          | 1988          |             | 2013        |                                               |
| Jacek Tomczak          | 1990          |             | 2012        |                                               |
| Tomasz Warakomski      | 1989          |             | 2017        |                                               |
| Oskar Wieczorek        | 1994          |             | 2019        |                                               |
| Aleksander Wojtkiewicz | 1963          | 2006        | 1990        | wcześniej ZSRR, później Stany Zjednoczone     |
| Radosław Wojtaszek     | 1987          |             | 2005        |                                               |
| Jurij Zezulkin         | 1971          |             | 1999        | pochodzenie białoruskie                       |
| Miłosz Szpar           | 2002          |             | 2025        |                                               |

### arcymistrzynie
| Zawodniczki                   | Rok urodzenia | Rok śmierci | Rok nadania | Uwagi                                               |
| ----------------------------- | ------------- | ----------- | ----------- | --------------------------------------------------- |
| Maria Malicka                 | 2003          |             | 2023        |                                                     |
| Julia Antolak                 | 2000          |             | 2021        |                                                     |
| Marta Bartel                  | 1988          |             | 2009        | z domu Przeździecka                                 |
| Agnieszka Brustman            | 1962          |             | 1986        |                                                     |
| Krystyna Dąbrowska            | 1973          |             | 1994        |                                                     |
| Joanna Dworakowska            | 1978          | 2024        | 1997        | + mistrz międzynarodowy (2001)                      |
| Hanna Ereńska-Barlo           | 1946          |             | 1981        |                                                     |
| Barbara Jaracz                | 1977          |             | 2007        | z domu Grabarska                                    |
| Beata Zawadzka                | 1986          |             | 2006        | z domu Kądziołka                                    |
| Henrijeta Konarkowska-Sokolov | 1938          |             | 1986        | tytuł honorowy, obecnie Serbia                      |
| Monika Krupa                  | 1977          |             | 2008        | z domu Aksiuczyc                                    |
| Klaudia Kulon                 | 1992          |             | 2014        |                                                     |
| Joanna Majdan                 | 1988          |             | 2009        |                                                     |
| Marta Michna                  | 1978          |             | 1999        | z domu Zielińska, obecnie Niemcy                    |
| Krystyna Radzikowska          | 1931          | 2006        | 1984        | z domu Hołuj; tytuł honorowy                        |
| Iweta Rajlich                 | 1981          |             | 1998        | z domu Radziewicz, + mistrz międzynarodowy (2002)   |
| Monika Soćko                  | 1978          |             | 1995        | z domu Bobrowska, + arcymistrz (2008)               |
| Karina Cyfka                  | 1987          |             | 2010        | z domu Szczepkowska, + mistrz międzynarodowy (2016) |
| Katarzyna Toma                | 1985          |             | 2012        |                                                     |
| Anna Warakomska               | 1992          |             | 2020        |                                                     |
| Joanna Worek                  | 1986          |             | 2013        |                                                     |
| Jolanta Zawadzka              | 1987          |             | 2005        |                                                     |
| Alina Kaszlinska              | 1993          |             | 2009        | wcześniej Rosja, + mistrz międzynarodowy (2014)     |
| Aleksandra Malcewska          | 2002          |             | 2018        | wcześniej Rosja, + mistrz międzynarodowy (2021)     |

## Szachy korespondencyjne

### arcymistrzowie
| Zawodnicy            | Rok urodzenia | Rok śmierci | Rok nadania | Uwagi                   |
| -------------------- | ------------- | ----------- | ----------- | ----------------------- |
| Stefan Brzózka       | 1931          | 2023        | 1985        |                         |
| Jerzy Krzysztoń      | 1940          | 1997        | 1992        |                         |
| Jan Marcinkiewicz    | 1948          |             | 2006        |                         |
| Maciej Niżynski      | 1965          |             | 2000        |                         |
| Zygmunt Pioch        | 1939          |             | 1991        |                         |
| Rafael Pierzak       | 1973          |             | 2013        |                         |
| Ryszard Skrobek      | 1951          |             | 1990        | + mistrz międzynarodowy |
| Zbigniew Szczepański | 1957          |             | 2011        |                         |
| Bogdan Śliwa         | 1922          | 2003        | 1996        | + arcymistrz honorowy   |

### arcymistrzynie
| Zawodniczki        | Rok urodzenia | Rok śmierci | Rok nadania | Uwagi |
| ------------------ | ------------- | ----------- | ----------- | ----- |
| Barbara Skonieczna | ?             |             | 2010        |       |
| Alicja Szczepaniak | ?             |             | 2011        |       |

## Kompozycja szachowa

### arcymistrzowie
| Zawodnicy     | Rok urodzenia | Rok śmierci | Rok nadania | Uwagi |
| ------------- | ------------- | ----------- | ----------- | ----- |
| Jan Rusinek   | 1950          |             | 1992        |       |
| Waldemar Tura | 1942          |             | 2004        |       |

Uwaga: powyższa lista obejmuje zawodników z tytułami arcymistrza międzynarodowego. Zarząd Sekcji Kompozycji Szachowej nadaje również tytuły arcymistrza krajowego.

## Rozwiązywanie zadań

### arcymistrzowie
| Zawodnicy     | Rok urodzenia | Rok śmierci | Rok nadania | Uwagi                   |
| ------------- | ------------- | ----------- | ----------- | ----------------------- |
| Piotr Murdzia | 1975          |             | 2002        | + mistrz międzynarodowy |
| Kacper Piorun | 1991          |             | 2011        | + arcymistrz            |